# Селиваново (бывшее Пореченское сельское поселение)
Селиваново — деревня в Бежаницком районе Псковской области России. Входит в состав сельского поселения Бежаницкое.

## География
Деревня находится на юго-востоке центральной части Псковской области, в пределах Бежаницкой возвышенности, на расстоянии примерно 8 километров (по прямой) к юго-западу от посёлка городского типа Бежаницы, административного центра района. Абсолютная высота — 171 метр над уровнем моря.

## История
До 2010 годы населённый пункт входил в состав Махновской волости, с 2010 по 2015 годы — в состав сельского поселения Пореченское.

## Население
| 2001 | 2002 | 2010 |
| ---- | ---- | ---- |
| 9    | ↗19  | ↘4   |

Согласно результатам переписи 2002 года, в национальной структуре населения русские составляли 100 %.